# Grigori Levitski
Pour les articles homonymes, voir Levitski.
Grigori Vassilievitch Levitski, (en russe: Григо́рий Васи́льевич Леви́цкий) né à Kharkiv dans l'empire russe le 27 octobre 1852 et mort à Saint-Pétersbourg en Russie le 28 octobre 1918 est un astronome et géophysicien russe.

## Biographie
Grigori Levitski entre en 1870 au département de physique et de chimie de la faculté de physique et de mathématiques de l'université impériale de Kharkiv. En 1871 il est transféré à l'institut minier d'État de Saint-Pétersbourg, puis à l'université impériale de Saint-Pétersbourg. Après avoir obtenu son diplôme de candidat ès sciences en 1874, il travaille à l'observatoire de Poulkovo de l'académie des sciences de Russie. D'abord astronome surnuméraire puis calculateur à partir de 1876, il est boursier à l'université de Saint-Pétersbourg.
En 1879 il soutient sa thèse « sur la détermination des orbites des étoiles doubles » et est nommé professeur associé à l'université impériale de Kharkiv, au département d'astronomie et de géodésie. De 1884 à 1894, il est professeur extraordinaire de cette université. Il contribue à la création de l'observatoire de Kharkiv. En 1894 il est muté comme professeur ordinaire par intérim à l'université Iouriev de Tartu. Au 1er janvier 1895 il est nommé conseiller d'État au grade de Conseiller d'État actuel (ru).
Après 1900 il est confirmé dans ses fonctions de professeur ordinaire à l'université Iouriev. De 1903 à 1905, il est recteur de cette université tout en restant directeur de l'observatoire de Tartu.
De 1908 à 1911 il est administrateur du district scolaire de Vilnius et de 1911 à 1914, du district scolaire de Varsovie. À partir de 1915 il enseigne à l'institut pédagogique féminin de Petrograd.
Parmi ses travaux scientifiques il observe les tâches solaires à l'observatoire de Kharkiv où il introduit une lunette méridienne. Il détermine la différence de longitude entre Kharkiv et Nikolaïev. Il effectue des observations gravimétriques et travaille avec des pendules horizontaux pour enregistrer les oscillations de marée de la croûte terrestre. À ce titre il est l'un des fondateurs de la sismologie russe et un pionnier de l'utilisation des pendules horizontaux à des fins sismiques. Il tente de trouver des critères de prévision des tremblements de terre.
Par ailleurs il a activement participé à l'histoire des sciences russes et a écrit des ouvrages sur l'histoire des observatoires de Tartu et de Kharkiv.

## Distinctions
- Docteur honoris causa de l'université de Kharkiv (1898).
- Président de la société estonienne des naturalistes (1901-1905).
- Président de la société astronomique russe (1915-1917).